# Partido del Nuevo Poder
El Partido del Nuevo Poder (PPNP; chino simplificado: 时代力量; chino tradicional: 時代力量, que está en forma de variante en chino tradicional; pinyin: Sî-tāi Le̍k-liōng; Wade-Giles: Sî-tāi Li̍k-liōng) es un partido político en Taiwán, establecido formalmente el 25 de enero de 2015.

## Historia
En el segundo semestre de 2013, Huang Guo chang y sus amigos comenzaron a discutir la posibilidad de formar un partido político. El objetivo era que el Kuomintang chino fuera menos de la mitad de las elecciones legislativas de 2016 y esperaban proporcionar una plataforma para que la generación más joven participara en la política. Los activistas sociales que se oponían a la firma del "Acuerdo sobre el comercio de servicios a través del Estrecho" formaron un grupo político de coalición "grupo ciudadano". En marzo de 2014, estalló el Movimiento Estudiantil Girasol, que tuvo un impacto significativo en la situación política y el clima social posteriores.  Después del movimiento, los principales participantes creyeron que debían ingresar al sistema político para practicar sus propuestas.  En julio del mismo año, luego de más de un año de preparativos, la Asociación de Ciudadanos completó el registro del caso.
Como organización de tercera fuerza, el objetivo del grupo ciudadano es participar en las elecciones Yuan Legislativo de 2016. Debido a las diferencias de ideas entre los miembros internos en la forma organizativa, Lin Feng zheng y Fan Yun, quienes también son miembros de la asociación cívica, decidieron formar un partido político para participar en la política.  El 25 de enero de 2015, el Partido del Nuevo Poder, iniciado por Lin Fengzheng y otros, tomó la iniciativa en la celebración de la fiesta fundadora, anunciando el establecimiento del "equipo del proyecto de construcción de partidos" y el lanzamiento del "proyecto de construcción de 100.000 partidos", publicó el sitio web del partido político, propuestas básicas y 10 políticas básicas. Fan Yun y otros también formaron el Partido Socialdemócrata.
Posteriormente, Lin Changzuo se desempeñó como capitán del equipo de ingeniería de construcción del partido, solicitando el apoyo de las masas para votar en Internet, recomendando una lista de cuadros del partido y candidatos para legisladores de diferentes regiones. En el proceso de preparación para el establecimiento, Times Force también invitó a Lin Yixiong, Li Yuanzhe y otros para ayudar en las conferencias . El 2 de julio del mismo año, Lin Changzuo pidió al Partido del Nuevo Poder Decision Group que renunciara como capitán, y Huang Guochang actuaría como capitán.  El 13 de septiembre, la fuerza de la era del partido tipo movimiento social compuesta por académicos y activistas sociales anunció formalmente el establecimiento.
En la elección del Consejo Legislativo del 16 de enero de 2016, las fuerzas de la época que participaron en las elecciones por primera vez obtuvieron 5 escaños, incluidos 3 legisladores regionales y 2 legisladores no distritales, reemplazando a la Alianza de Solidaridad de Taiwán como la tercera legislatura más grande. El partido, para lograr el objetivo de ingresar al legislativo para participar en la política.
El 31 de enero, Partido del Nuevo Poder celebró una reunión del grupo legislativo del partido Yuan, eligió a los funcionarios del partido y decidió la lista de los funcionarios del partido: el convocante general Xu Yong ming, el convocante adjunto Gao Lu · Yiyong · Ba Yunlai, el secretario general Lin Chang zuo, el secretario general Hong Ci yong. El 25 de marzo, Time Force celebró la primera reunión del segundo presidium para discutir el candidato para el nuevo presidente del partido y finalmente anunció que Huang Guo chang sería reelegido.
En la elección de funcionarios públicos locales el 24 de noviembre de 2018, Partido del Nuevo Poder nominó a un total de 40 jóvenes candidatos a concejales de condado y ciudad en todo Taiwán y eligió con éxito 16 escaños en los condados y ciudades de Taipéi, Taozhumiao y Nanbu, y hasta 10 La persona elegida es una mujer.
El 5 de febrero de 2019, el comité de toma de decisiones de Partido del Nuevo Poder anunció por unanimidad que Qiu Xianzhi debería ser el nuevo presidente del partido.El 21 de agosto, después de que Qiu Xianzhi renunciara como presidente del partido, el comité de toma de decisiones decidió que Xu Yongming debería asumir el cargo.El 11 de septiembre, el profesor Cheng Xiuling, del Departamento de Economía de la Universidad Nacional de Taiwán, agregó a Gao Lu para utilizar a los legisladores que no pertenecen a los distritos.
En la elección del Consejo Legislativo del 11 de enero de 2020, Partido del Nuevo Poder en las elecciones por vez obtuvieron 3 escaños. El 31 del mismo mes, Partido del Nuevo Poder anunció la lista de cuadros del partido: el coordinador principal Qiu Xian zhi, el coordinador adjunto Chen Jiao hua, el secretario general Wang Wan yu. El 1 de agosto, Xu Yongming fue suspendido. Qiu Xian zhi regresó como presidente interino del partido.